# Sinikka Mönkäre

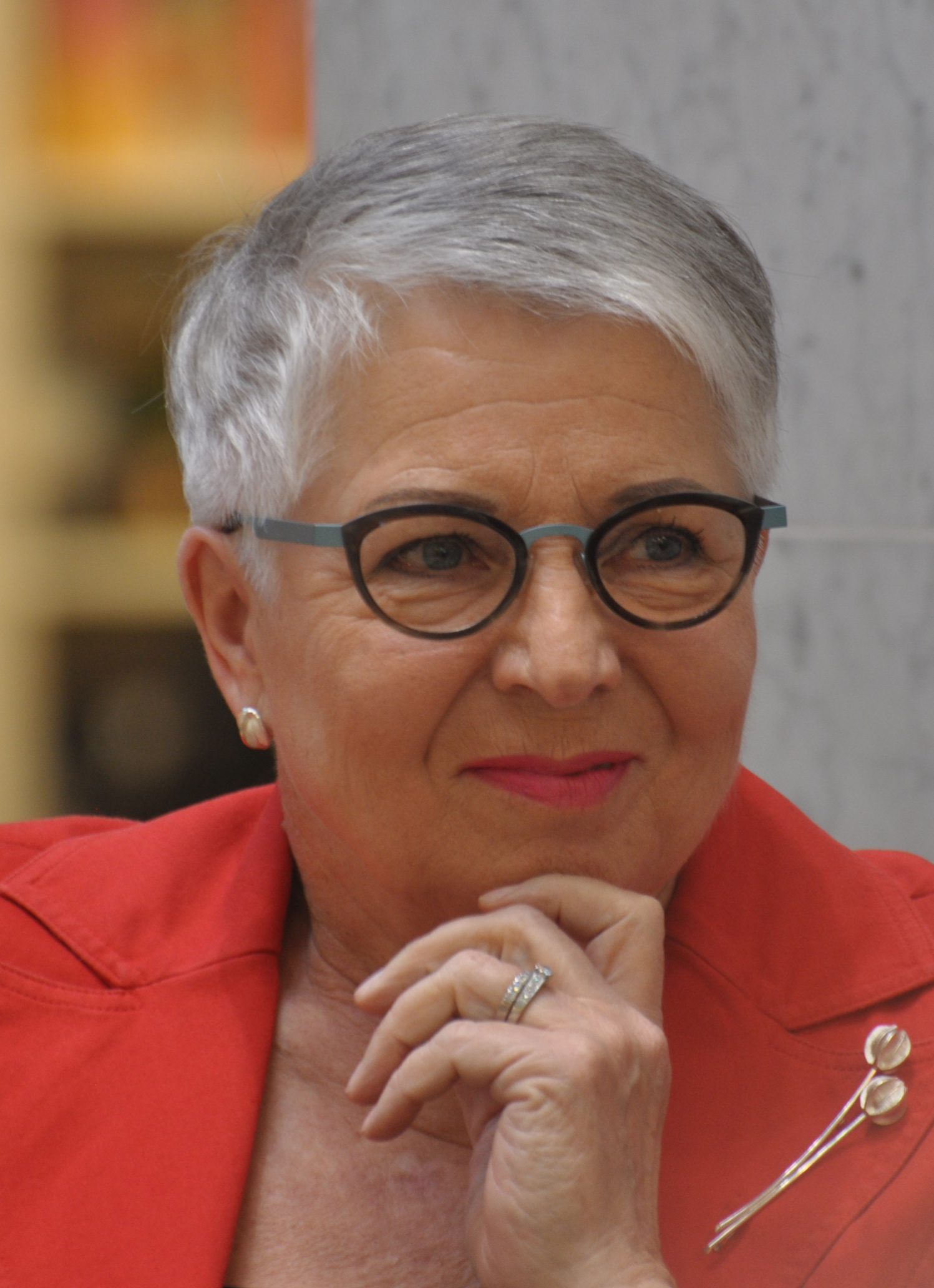
Sinikka Mönkäre (2017)

Taru Sinikka Mönkäre (* 6. März 1947 in Sippola) ist eine ehemalige finnische Politikerin der Sozialdemokratischen Partei Finnlands SDP (Suomen Sosialidemokraattinen Puolue), die mehrmals Ministerin war.

## Leben
Taru Sinikka Mönkäre stammte aus einfachen Verhältnissen und absolvierte ein Studium der Medizin. Nach dessen Abschluss war sie zwischen 1977 und 1991 Abteilungsärztin am Tiuru Hospital und von 1991 bis 2003 als stellvertretende Superintendentin des Gesundheitszentrums von Imatra. Zwischenzeitlich begann sie für die Sozialdemokratische Partei Finnlands SDP (Suomen Sosialidemokraattinen Puolue) auch ihre politische Laufbahn in der Kommunalpolitik und war von 1981 bis 1995 Mitglied des Stadtrates von Imatra sowie zwischen 1981 und 1983 auch des Verwaltungsausschusses dieser Stadt. Bei der Wahl am 15. und 16. März 1987 wurde sie für die SDP erstmals zum Mitglied des Reichstages (Eduskunta) gewählt und gehörte diesem zunächst bis zum 21. März 1991 an. Bei der Wahl am 19. März 1995 wurde sie abermals Mitglied des Reichstages und vertrat dort nunmehr die Interessen der SDP bis zum 31. Januar 2006.
Am 13. April 1995 übernahm Sinikka Mönkäre im Kabinett Lipponen I erstmals ein Ministeramt und fungierte bis zum 15. April 1999 als Ministerin für Soziales und Gesundheit	(Sosiaali-ja terveysministeri). Zugleich war sie zwischen dem 13. April 1995 und dem 15. April 1999 auch Ministerin im Umweltministerium. Im darauf folgenden Kabinett Lipponen II wurde sie am 15. April 1999 zunächst Arbeitsministerin (Työministeri) und bekleidete dieses Amt bis zum 25. Februar 2000, woraufhin Tarja Filatov ihre Nachfolge antrat. Sie selbst übernahm im Zuge dieser Regierungsumbildung am 25. Februar 2000 von Erkki Tuomioja das Amt als Ministerin für Handel und Industrie (Kauppa-ja teollisuusministeri), das sie bis zum 17. April 2003 innehatte. Im anschließend gebildeten Kabinett Jäätteenmäki fungierte sie zwischen dem 17. April und dem 24. Juni 2003 wieder als Ministerin für Soziales und Gesundheit. Zuletzt übernahm sie am 24. Juni 2003 auch im Kabinett Vanhanen I das Amt als Ministerin für Soziales und Gesundheit und bekleidete dieses bis zum 23. September 2005, woraufhin Tuula Haatainen ihre Nachfolgerin wurde. Sie wurde dadurch Finnlands bislang dienstälteste Ministerin.
Nach ihrem Ausscheiden aus Regierung und Reichstag wurde Sinikka Mönkäre 2006 Geschäftsführende Direktorin der Finnischen Spielautomatenvereinigung RAY (Raha-automaattiyhdistys), in deren Exekutivausschuss sie im April 2009 Mitglied wurde.